# Friedrich Alfred Bach

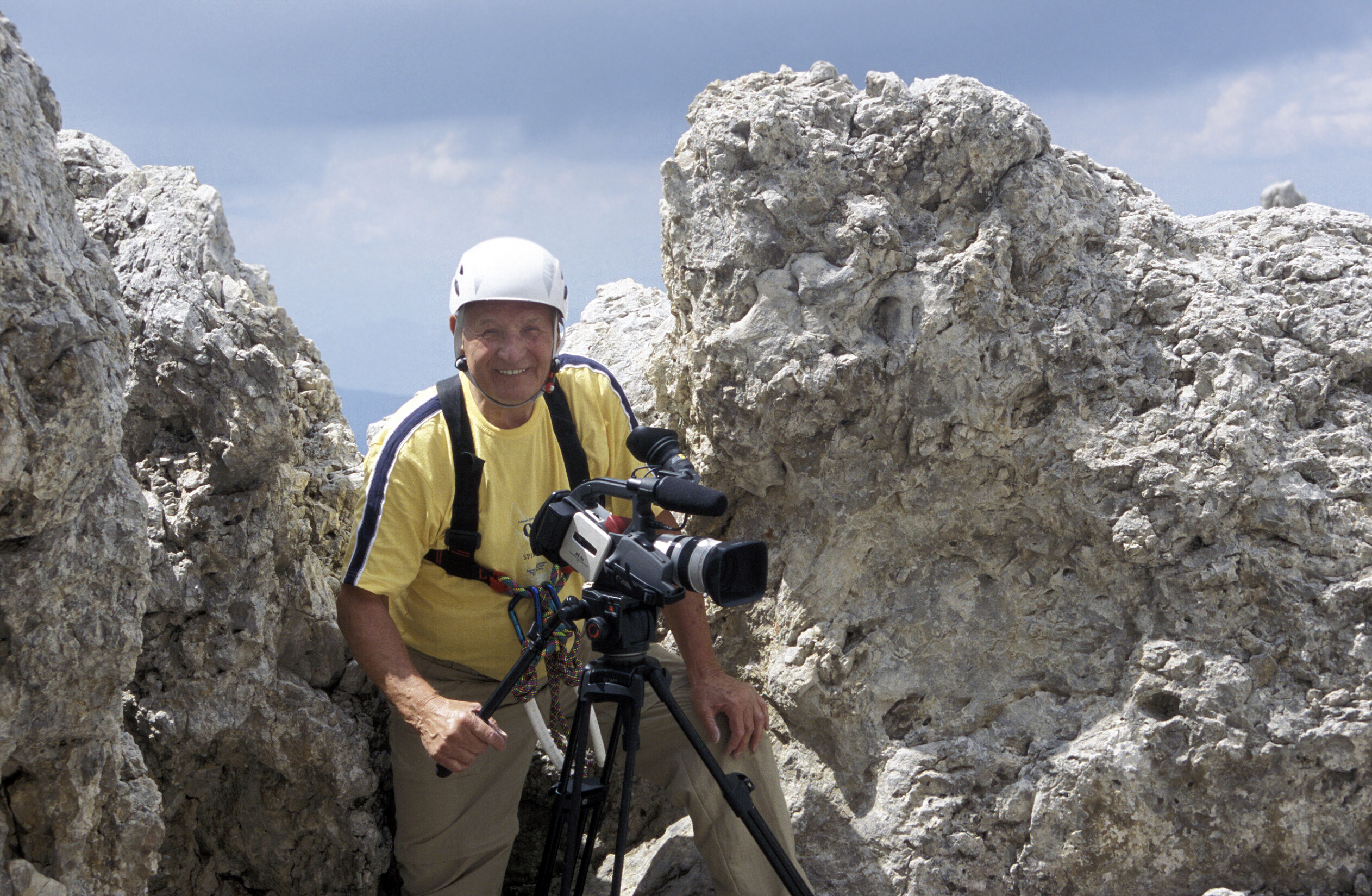
Friedrich Bach bei Dreharbeiten

Friedrich Alfred Bach (* 2. April 1927 in Duisburg-Großenbaum) ist ein deutscher Filmregisseur, Produzent und Kameramann. Er gilt als einer der renommiertesten Bergfilmer Deutschlands.

## Leben
Bach erlernte während der Kriegsjahre das Bäckerhandwerk. Während seiner Lehre entdeckte er seine Leidenschaft zum Gesang und absolvierte ein Vorsingen bei dem Gesangspädagogen Prof. Paul Lohmann am Konservatorium Erfurt. Nach 8 Jahren Gesangsstudium erfolgte der Abschluss als Opernsänger (Charakter Bariton (Stimmlage)).
Während eines Aufenthalts 1952 auf der Wiesbadener Hütte des Deutschen Alpenvereins in der Silvrettagruppe wurde Bach von einem dortigen Bergführer angesprochen, ob er nicht mal „auf den Berg möchte“. Es erfolgte ein Aufstieg auf den Piz Buin und Bach drehte seinen ersten Bergfilm in Super 8. In den Folgejahren arbeitete er unter anderem als freier Produzent für Margaret Astor (Kosmetikmarke) und produzierte in zweijähriger Drehzeit (1958/1959) einen der ersten Werbefilme („Glück durch Schönheit“), der für damalige Verhältnisse für Aufsehen sorgte, aber auch sehr viel Beachtung fand.
1974 wurde die Montana Film Mainz (heute Mountainfilm Mainz) als eigenes Unternehmen gegründet, um die bis dahin entstandenen  40 Bergfilm Produktionen marktgerecht vertreiben zu können. Regelmäßig wurden die Filme im WDR Fernsehen, 3sat dem ZDF, SWR, HR, ausgestrahlt. Die filmische Erkundung des Matterhorns war sogar im japanischen TV - NHK zu sehen. Es entstanden komplette Filmreihen wie „Berge der Welt“, das „Unbekannte Bolivien“ und „Von Karachi ins Karakorum“.
„Zauber der Berge“ nannte Sat.1 die eigene erfolgreiche TV-Reihe, ebenfalls produziert von Friedrich Bach. Andere Vertriebswege kamen ab 1992 hinzu, und so gibt es knapp 50 Produktionen aus den Bergen auf VHS bzw. DVD, die alle exklusiv für den renommierten Bruckmann Verlag München realisiert wurden. Darüber hinaus produzierte Bach auch Kurz- und Werbefilme, für die Lufthansa, die Stadtwerke Mainz, verschiedene Tourismusbetriebe und Kosmetikhersteller.
Es folgten unter anderem Besteigungen des Mount McKinley, Mount Kenia, Montblanc, Matterhorn. Popocatepetl, Eiger-Nordwand. Eine  Expedition 1982 des DAV (Deutscher Alpenverein) nach Peru auf den Huascaran. Bach war damals mit 61 Jahren der älteste Teilnehmer der Expedition.
Aufgrund der Hinweise des Franzosen Fernand Navarra zur Arche Noah und dessen eigene Expeditionen zum Ararat in den Jahren 1955 sowie 1969, nahm Bach dies als Anlass, eine eigene Besteigung des Ararat zu planen. Im Juli 1985 gelang es ihm, die Erlaubnis für eine Drehgenehmigung auf dem Ararat von den türkischen Behörden zu erhalten, so dass im Oktober 1985 die Besteigung stattfand. Es entstand der Film „Das Geheimnis des Ararat – Die Suche nach der Arche Noah“.
Heute produziert Bach seine Bergfilme für den Bruckmann Verlag (exklusiv) und das Programm des hr-fernsehen.

## Filmografie (Auswahl)
Produktionen für das WDR Fernsehen:
- 1978 Die Bezwingung des Matterhorns („Ein Aufstieg von Zermatt über den Hörnligrat auf den Gipfel“)
- 1979 Der Eiger („Bericht über die Ersteigung der Nordwand“)
- 1980 Mont Blanc („Der weiße Berg“)
- 1981 Mount McKinley („Expedition zum kältesten Berg der Welt“)
- 1982 Mount Kenia („Berg des Lichts“)
- 1982 Das Rätsel von Nasca Länge („Ein Bericht von den Linien in der Wüste“)
- 1983 Urus und Huascaran Länge („Eine Bergbesteigung in den Anden“)
- 1984 Watzmann Ostwand („Mit der Kamera durch die senkrechte 2000 Meter hohe Ostwand“)
- 1984 Zum Popocatepetl („Eine Bergbesteigung in Mexiko“)
- 1985 Piz Palü & Co. („Über den Biancograt zum Gipfel des Piz Palü“)
- 1985 Das Geheimnis des Ararat („Auf der Suche nach der Arche Noah“)
- 1986 Berge der Welt („6 teilige Serie aus den Anden, den Alpen, Rocky Mountains, und Ostafrika“)
- 1986 Per Ski zum Mont Blanc („Bericht über die Haute Route“)
- 1987 So weit die Bretter tragen („Bericht vom Skimarathon aus dem Engadin ( Schweiz )“)
- 1987 Die weißen Götter („Eine Bergbesteigung des Chimborazzo“)
- 1990 Serie: Pakistan: Von Karachi ins Karakorum (4 Teile)
- 1991 Serie: Unbekanntes Bolivien (4 Teile)
- 1992 Serie: Gipfelglück (8 Teile)
- 2004 Serie: Faszination Berge (9 Teile)

Produktionen hr Fernsehen
- 2012 Die Tannheimer Berge "Wander- und Gipfelerlebnisse in den Allgäuer Alpen"
- 2012 Bergerlebnis Karwendel "Herrliche Bergtouren hoch über dem Isartal"
- 2012 Bergerlebnis Latemar "Im Schatten des Rosengarten"
- 2014 Im Banne der Drei Zinnen Teil 1 "Faszinierende Bergtouren im Herzen der Sextener Dolomiten"
- 2014 Im Banne der Drei Zinnen Teil 2 "Der Paternkofel + Monte Piano"
- 2019 Der Heilbronner Weg "Ältester Felsenweg der Allgäuer Alpen"
- 2019 Der Hindelanger Klettersteig "Ein Klassiker in den Allgäuer Alpen"
- 2019 Der Mindelheimer Klettersteig "Einer der schönsten Eisenwege im Allgäu"
- 2019 Der Heilbronner Weg "Ältester Felsenweg der Allgäuer Alpen"

Produktionen für das ZDF-Fernsehen:
- 1978 Gefahren am Berg („Beispiel Matterhorn“)
- 1984 Der Deutsche Alpenverein („Ein Bericht über den größten Alpenverein in Europa“)

Produktionen für den Bruckmann Verlag (München):
- 1984 Traumberg Matterhorn „Gigant der Alpen“ (in deutscher, englischer und japanischer Sprachfassung)
- 1984 Der Heilbronner Weg „Glanzstück alpiner Höhenwanderung“
- 1984 Faszination Montblanc „Der König unter den Alpengipfeln“
- 1985 Der Bocchette Weg „Klettersteigerlebnisse in den Dolomiten“
- 1886 Walliser Bergparadies „Prachtvolle Bergwelt um Saas Fee“
- 1987 Houte Route „Skihochtour der Superlative“
- 1988 Der Mindelheimer Klettersteig „Gipfelerlebnisse in den Allgäuer Alpen“
- 1988 Der Hindelanger Klettersteig „Faszinierende Gratwanderung in den Allgäuer Alpen“
- 1989 Bergerlebnis Zugspitze „Wandern und Klettern im Wettersteingebirge“
- 2000 Allgäuer Höhenwege „Die schönsten Höhenwege zwischen Höfats und Hochvogel“
- 2000 Herrliches Grödnertal „Wandern und Bergsteigen im Herzen Südtirols“
- 2000 Der Meraner Höhenweg „Alpine Wanderungen in Südtirol“
- 2001 Die Texelgruppe „Wanderparadies in Südtirol“
- 2001 Berge über dem Gardasee „Wander- und Klettersteigerlebnisse zwischen Riva und Monte Baldo“
- 2002 Berchtesgadener Berge „Wandern und Bergsteigen zwischen Watzmann Königssee und Hohem Göll“
- 2003 Zahmer und Wilder Kaiser „Wanderungen und Bergtouren zwischen Kufstein und St. Johann“
- 2004 Herrliches Pitztal „Alpine Wanderungen in den Ötztaler Alpen“
- 2004 Das Steinerne Meer "Wandern vom Saalachtal zum Königssee2
- 2005 Zauberhaftes Zillertal Teil 1 „Die schönsten Berg- und Hüttentouren in den Zillertaler Alpen“
- 2005 Zauberhaftes Zillertal Teil 2 „Von Mayrhofen zu den gemütlichsten Hütten“
- 2006 Naturwunder Rosengarten „Unterwegs auf Höhenwegen und Klettersteigen“
- 2006 Vom Rosengarten zur Seiser Alm „Wander und Klettersteigerlebnisse in einer faszinierenden Bergwelt“
- 2008 Bergsteiger-Klassiker
- 2008 Das große Klettersteig-Paket „Hindelanger Klettersteig, Mindelheimer Klettersteig und Bocchette Weg“
- 2008 Das große 4000er–Paket „Matterhorn, Montblanc und Allalinhorn“
- 2009 Die schönsten Waalwege rund um Meran „Traumhafte Wanderungen in Südtirol“
- 2009 Die schönsten Wanderungen hoch über Meran Teil 1 „Die Nordseite des Meraner Höhenwegs“
- 2009 Die schönsten Wanderungen hoch über Meran Teil 2 „Die Sonnenseite des Meraner Höhenwegs“
- 2011 Giganten der Alpen „Montblance-Matterhorn-Eiger-Nordwand“